# 7Q4

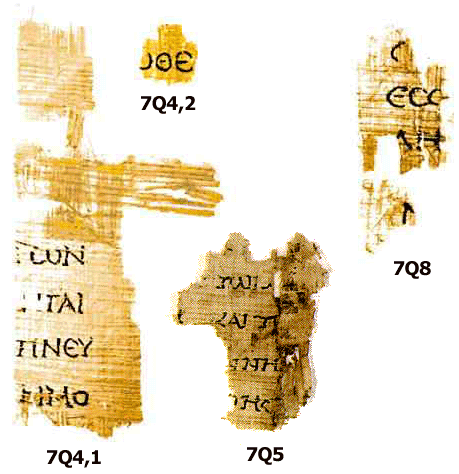
Rękopisy 7Q4, 7Q5 i 7Q8 - mylnie zidentyfikowane jako fragmenty Nowego Testamentu

7Q4 – rękopis spisany na pergaminie w języku greckim znaleziony w grocie 7 w Kumran, należący do zwojów znad Morza Martwego. Jest on datowany na około 100 rok p.n.e. Zachowały się dwa fragmenty rękopisu oznaczane cyframi 1 i 2.
W 1972 roku José O’Callaghan zidentyfikował ten fragment, jako pochodzący z około 100 roku n.e. i zawierający fragment 1. Listu do Tymoteusza 3:16, 4:1-3. Informacja, że wśród rękopisów znad Morza Martwego znaleziono fragmenty Nowego Testamentu została podana do wiadomości publicznej. Jednak opinia ta została odrzucona przez społeczność uczonych a identyfikacja O’Callaghana została uznana za błędną. W czasopismach pojawiła się seria krytyki. Identyfikację dokonaną przez José O’Callaghana zakwestionowali: Maurice Baillet, P. Benoit, Colin Hemer, Colin Roberts i Kurt Aland.
W 1988 roku G. Wilhelm Nebe zaproponował identyfikację fragmentu 7Q4,1 jako część Księgi Henocha 103:3-4, a fragment 7Q4,2, jako część Henocha 98:11. Identyfikacja Wilhelma Nebe 7Q4,1-2 została zakwestionowana przez Carstena Thiede, który wspierał identyfikację O’Callaghana. Z kolei w 1996 roku Émile Puech bronił identyfikacji Nebe fragmentu 7Q4,1 jako części Henocha 103:3-4, jednocześnie sugerując, że 7Q4,2 jest częścią Henocha 105:1. Badania nad rekonstrukcją tekstu wykonane przez Ernesta Muro oraz Puecha wykazały w sposób przekonujący, że fragment 7Q4,1 (Henoch 103:3-4) wraz z 7Q8 (Henoch 103:7-8) oraz 7Q12 (Henoch 103:4) są częścią tego samego dokumentu. Badanie to zdecydowanie wyklucza identyfikację fragmentu 7Q4 jako fragmentów listów Nowego Testamentu.